# Старо-Щедринська
Старо-Щедринська (рос. Старо-Щедринская) — станиця у Шелковському районі Чечні Російської Федерації.
Населення становить 2629 осіб (2019). Входить до складу муніципального утворення Старо-Щедринське сільське поселення.

## Історія
Згідно із законом від 14 липня 2008 року органом місцевого самоврядування є Старо-Щедринське сільське поселення.

## Населення
| 1878  | 1883  | 1926  | 1990  | 2002  | 2010  | 2012  |
| ----- | ----- | ----- | ----- | ----- | ----- | ----- |
| 2148  | ↗2279 | ↘1370 | ↗1601 | ↗2041 | ↗2173 | ↗2232 |
| 2013  | 2014  | 2015  | 2016  | 2017  | 2018  | 2019  |
| ↗2318 | ↗2387 | ↗2460 | ↗2480 | ↗2509 | ↗2581 | ↗2629 |